# Кондеон
Кондео́н (фр. Condéon) — коммуна во Франции, находится в регионе Пуату — Шаранта. Департамент — Шаранта. Входит в состав кантона Бень-Сент-Радегонд. Округ коммуны — Коньяк.
Код INSEE коммуны — 16105.
Коммуна расположена приблизительно в 430 км к юго-западу от Парижа, в 140 км южнее Пуатье, в 36 км к юго-западу от Ангулема.

## Население
Население коммуны на 2008 год составляло 554 человека.
| 1962 | 1968 | 1975 | 1982 | 1990 | 1999 | 2008 |
| ---- | ---- | ---- | ---- | ---- | ---- | ---- |
| 621  | 603  | 533  | 518  | 553  | 538  | 545  |

## Экономика
В 2007 году среди 344 человек в трудоспособном возрасте (15—64 лет) 262 были экономически активными, 82 — неактивными (показатель активности — 76,2 %, в 1999 году было 70,1 %). Из 262 активных работали 243 человека (136 мужчин и 107 женщин), безработных было 19 (12 мужчин и 7 женщин). Среди 82 неактивных 24 человека были учениками или студентами, 34 — пенсионерами, 24 были неактивными по другим причинам.

## Достопримечательности
- Церковь Сен-Марьен (XI век). Памятник истории с 1913 года[3]
- Мельница Гран-Фьеф

## Фотогалерея
- Церковь Сен-Марьен
- Мэрия
- Мельница
- Карта коммуны